# 懷德納圖書館

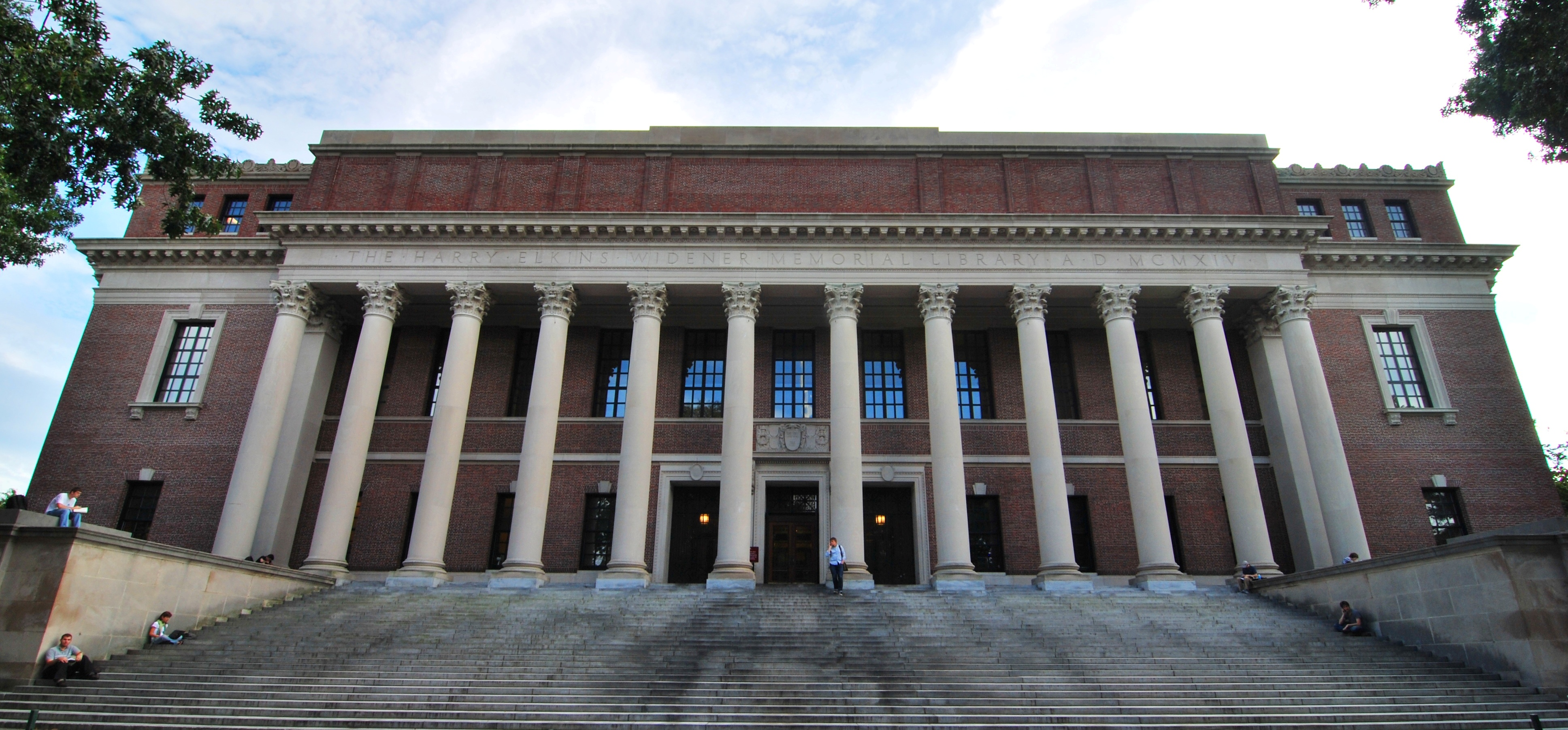
2009年的懷德納圖書館

懷德納圖書館（Widener Library）位於美國哈佛大學內，建築為新古典主義風格，它是現存歷史最悠久的圖書館之一，也是世界上最大規模的大學圖書館。

## 历史
於1915年6月24日開放，使用懷德納圖書館是為了紀念哈利·埃爾金斯·懷德納（Harry Elkins Widener）而建，他是1907年哈佛大學的畢業生，於1912年的鐵達尼號沉沒事故中身亡，其母親為了紀念他，於是將家中約350萬冊藏書及原先預定200萬美元，後來追加到約350萬美元“相當於 2019 年的 7000 萬美元”捐助哈佛大學興建圖書館。

該圖書館的館藏包括一百多種語言的作品，構成“世界上最全面的人文和社會科學研究館藏之一” 。 其 57 英里（92 公里）的貨架，沿著 5 英里（8 公里）的十層過道，構成了一個“迷宮”，一名學生開玩笑說“她覺得如果她沒有攜帶指南針、三明治就無法進入 ，最好還要有哨子。” 
在大樓的中心是的Widener紀念室，擺示一些文件和紀念品來回顧哈利的一生，還有哈利的一些收藏品，珍貴稀奇有趣的書籍，後來又添加了為數不多的完美的古騰堡聖經之一‍。  
校園中曾傳說, 認為哈利·埃爾金斯·懷德納的命運，導致了哈佛大學要求畢業生游泳水平提升的制度，以及他母親又額外捐款補貼哈佛大學校園餐點的冰淇淋，這些都是沒有根據的有趣故事。

“現在我要告訴你一個秘密……我希望這是給我的，但事實並非如此。”哈利·埃爾金斯·懷德納 (Harry Widener) 的信中透露了他祖父購買了威德納家族後來送給哈佛的古騰堡聖經。

1969 年 8 月 19 日晚上，有人企圖竊取圖書館的古騰堡聖經，價值 100 萬美元（相當於 2019 年的 500 萬美元）。這位 20 歲的小偷配備了錘子、撬棍和其他盜竊工具，躲在廁所裡，直到關門後，然後走向屋頂，從那裡他通過一根打結的繩子，可以打破紀念室的窗戶。但是在砸碎聖經的展示櫃，並將其兩卷書放入背包後，他發現額外的 70 磅（32 公斤）使他無法重新爬上繩索。

他最終下降約50英尺（15米） 到廣場，在那裡，他躺在路上 ，直到他的呻吟聲被一個守門人員聽見。他在 凌晨1點左右被發現受傷，包括頭骨骨折。“ 這看起來像是一個很專業的小偷人員幹的，事實上他卻從繩子上掉了下來 ”哈佛警察局長羅伯特托尼斯說。“ 但他摔下來的樣子，看起來不太專業。” 托尼斯推測，小偷的這次嘗試，很可能模仿了 1964 年電影《托普卡匹》中描繪的類似情況，但是後來新聞報導評論說小偷後來被判定為精神病，“顯然他什麼都不知道，關於書籍的內容 ，或者至少是關於出售它們的價錢，小偷也從沒有解釋他希望用偷來的聖經做什麼用。” 

## 外部連結
- 懷德納圖書館官方網站 （英文）

42°22′25″N 71°06′59″W / 42.37367°N 71.11639°W